# Skivspegeln
Skivspegeln var ett radioprogram som sändes i Sveriges Radio under 1970-talet med bland andra Artur Ringart och Ulf Elfving, men även av Clabbe, som fick göra ett par inhopp.
Skivspegeln ersatte Kvällstoppen som bevakare av skivmarknaden i Sverige. Programmet övertog kvällstoppslistan men endast topp 10 presenterades i programmet. Den 18 februari 1977 sändes den sista listan av kvällstoppstyp. Veckan efter, den 25 februari, presenterades Topplistan, albumlistans topp 10. I fortsättningen presenterades albumlistan varvat med singellistan. Topplistan presenterades vid denna tid var 14:e dag. Den sista veckan som Topplistan presenterades i Skivspegeln var den 2 juni 1978. Orsaken var ett beslut i Radionämnden som förhindrade vidare presentation av listan i programmet.

## Övrigt
- 1977 blev programmet anmält till Radionämnden efter att Magnus Uggla kallat tjejer för "biffar" och "lik" i en intervju.
- Den 25 december 1978 spelade Magnus Uggla tillsammans med Strix Q låten "Mata Hari" live i radioprogrammet. Det är den enda gången låten har framförts. Vissa musikstycken i den användes dock senare till låten "Just den där" på albumet Den ljusnande framtid är vår 1980.